# بازداشت دسته‌جمعی آلمانی-آمریکایی‌ها
بازداشت دسته‌جمعی شهروندان آلمانی-آمریکایی و آلمانی در ایالات متحده در طی جنگ جهانی اول و جنگ جهانی دوم رخ داد. بر خلاف ژاپنی آمریکایی‌ها که در جنگ جهانی دوم به طور دسته جمعی بازداشت شدند و ایتالیایی آمریکایی‌هایی که به همان سرنوشت دچار شدند، از این بازداشت شدگان هیچ گاه عذرخواهی نشد و غرامتی دریافت نکردند.
در جنگ جهانی دوم ۱۱٬۵۰۷ آلمانی و آلمانی - آمریکایی به طور دسته جمعی بازداشت شدند.